# Brankica Mihajlović
Brankica Mihajlović (* 13. April 1991 in Gornji Rahić, Jugoslawien) ist eine serbische Volleyballspielerin bosnischer Herkunft.

## Karriere
Mihajlović begann ihre Karriere in ihrer Heimat bei Jedinstvo Brčko. Von 2009 bis 2011 spielte sie im Team von VBC Voléro Zürich, mit dem sie zweifacher Schweizer Meister und Pokalsieger wurde. 2012 wechselte sie dann nach Südkorea zu Hyundai Hillstate. International kam die gebürtige Bosnierin, die früher auch für die bosnische Nationalmannschaft gespielt hatte, vor den Olympischen Spielen erstmals in der serbischen Nationalmannschaft zum Einsatz. Nach einem halben Jahr in Asien ging Mihajlović zum französischen Erstligisten RC Cannes.